# تک‌غنچه‌زیان
تک‌غنچه‌زیان (انگلیسی: Monoblastozoa) نام یکی از شاخه‌های جانوری است که تنها عضو آن جانوری است به نام سالینلا (Salinella). این جانور بسیار ساده و ابتدایی در سال ۱۸۹۲ توسط جی. فرنزل در نمکزارهای آرژانتین کشف شد و او در آزمایشگاه به کشت و رشد آن پرداخت. البته از آن زمان به بعد دیگر اثری از سالینلا دیده نشده و برخی به وجود آن شک دارند.
سالینلا از پروتوزوآ ساختاریافته‌تر است اما هم‌چنان یک ارگانیسم چندسلولی بسیار ابتدایی است. سالینلا بخش‌های پیشین و پسین ویژه‌ای دارد و پیرامون دهان و مقعدش مژک‌های زیادی روییده است.